# 多赫里加特
多赫里加特（Dohrighat），是印度北方邦Mau县的一个城镇。总人口10245（2001年）。

## 人口
该地2001年总人口10245人，其中男性5292人，女性4953人；0—6岁人口1689人，其中男840人，女849人；识字率60.42%，其中男性为68.05%，女性为52.27%。